# Abisare
Abisare (klinopisno A-bi-sa-re-e)  je bil šesti amoritski kralj mezopotamske mestne države Larse, ki je vladal od 1905 do 1895 pr. n. št. (dolga kronologija).
Nadaljeval je politiko svojega predhodnika Gungunuma oziroma vojno proti bivših gospodarjev iz Isina, katerim je odrezal pristope do najpomembnejših prekopov v južni Mezopotamiji.